# Mont-sur-Monnet
Mont-sur-Monnet è un comune francese di 217 abitanti situato nel dipartimento del Giura nella regione della Borgogna-Franca Contea.

## Società

### Evoluzione demografica
Abitanti censiti